# Ex Palazzo Folcioni
L'ex Palazzo Folcioni, già Vailati, Bisleri, è un edificio storico di Crema.

## Storia

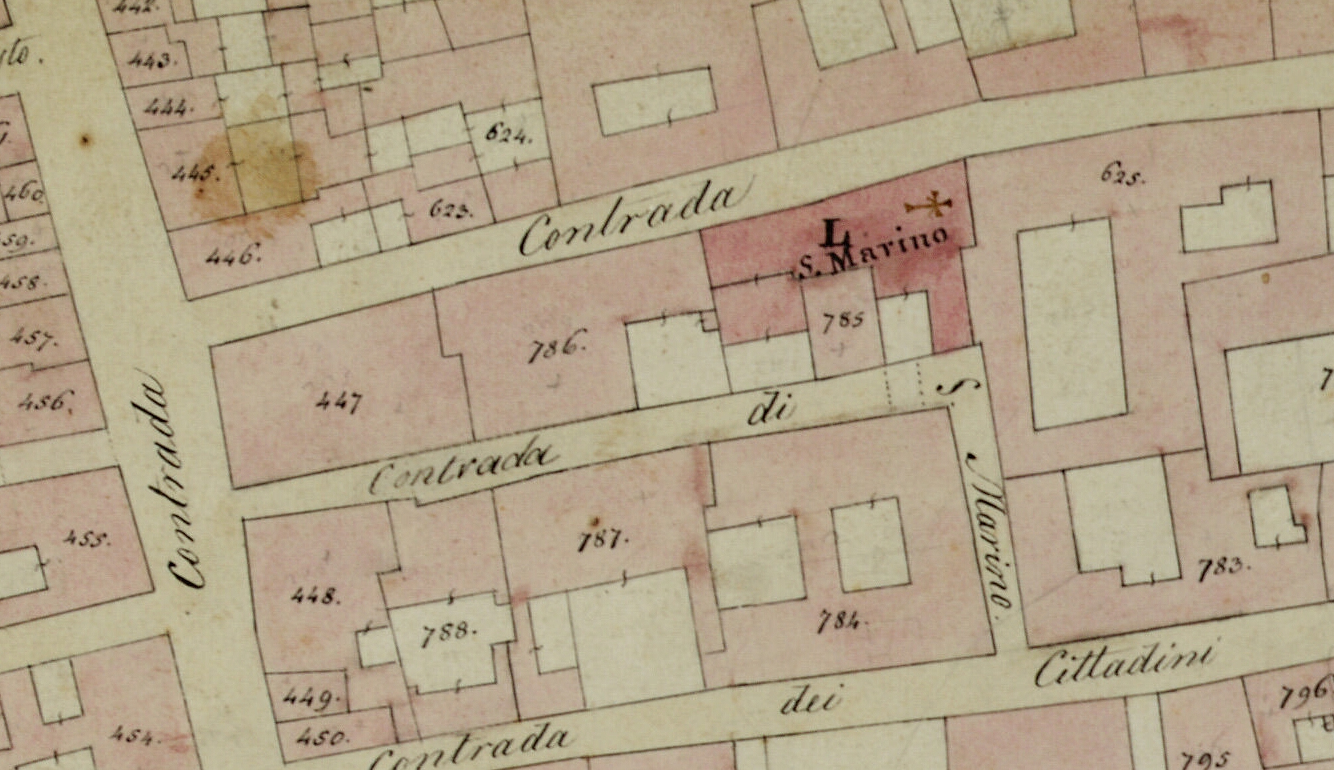
Estratto della "Mappa originale del Comune censuario di Crema Città" conservata presso l'Archivio di Stato di Milano. L'edificio, qui identificato con il n. 625, confina con le pertinennze dell'ex chiesa di San Marino.

In loco nell'Estimo del 1685 vi risiedeva Giovanni Battista Vailati che ebbe l'edificio da Agostino.
Dal 1781 il palazzo passò ad Antonio Bisleri alla cui famiglia rimase fino al 1839 quando Vincenzo vendette lo stabile al Comune per 18 mila 500 lire con lo scopo di ospitarvi le scuole elementari maschili.
Luigi Folcioni, nato a Crema il 30 dicembre 1850, nel 1905 testò presso il notaio milanese Giuseppe Galbiati legando una lascito alla Città di Crema per la somma di 200 mila lire affinché venisse creato un istituto musicale a lui dedicato.
Folcioni moriva nel mese di novembre 1911 e il mese successivo il Comune avviò le pratiche per ottenere dall'esecutore testamentario la somma incontrando, tuttavia, l'opposizione della vedova, la contessa Angiolina Ferrari, da cui l'avvio di un contenzioso legale; l'avvento della prima guerra mondiale ed un'ulteriore contesa con l'erario posticiparono fino al 1916  l'inizio dell'esecuzione delle volontà di Folcioni.
Risolte le questioni legali iniziò un lunga discussione sullo status dell'istituto tra chi sosteneva l'istituzione di una scuola civica e tra chi propendeva per la fondazione di un'opera pia; prevalse la prima soluzione cosicché nel 1919 poté avvenire l'apertura scegliendo quale sede questo palazzo.

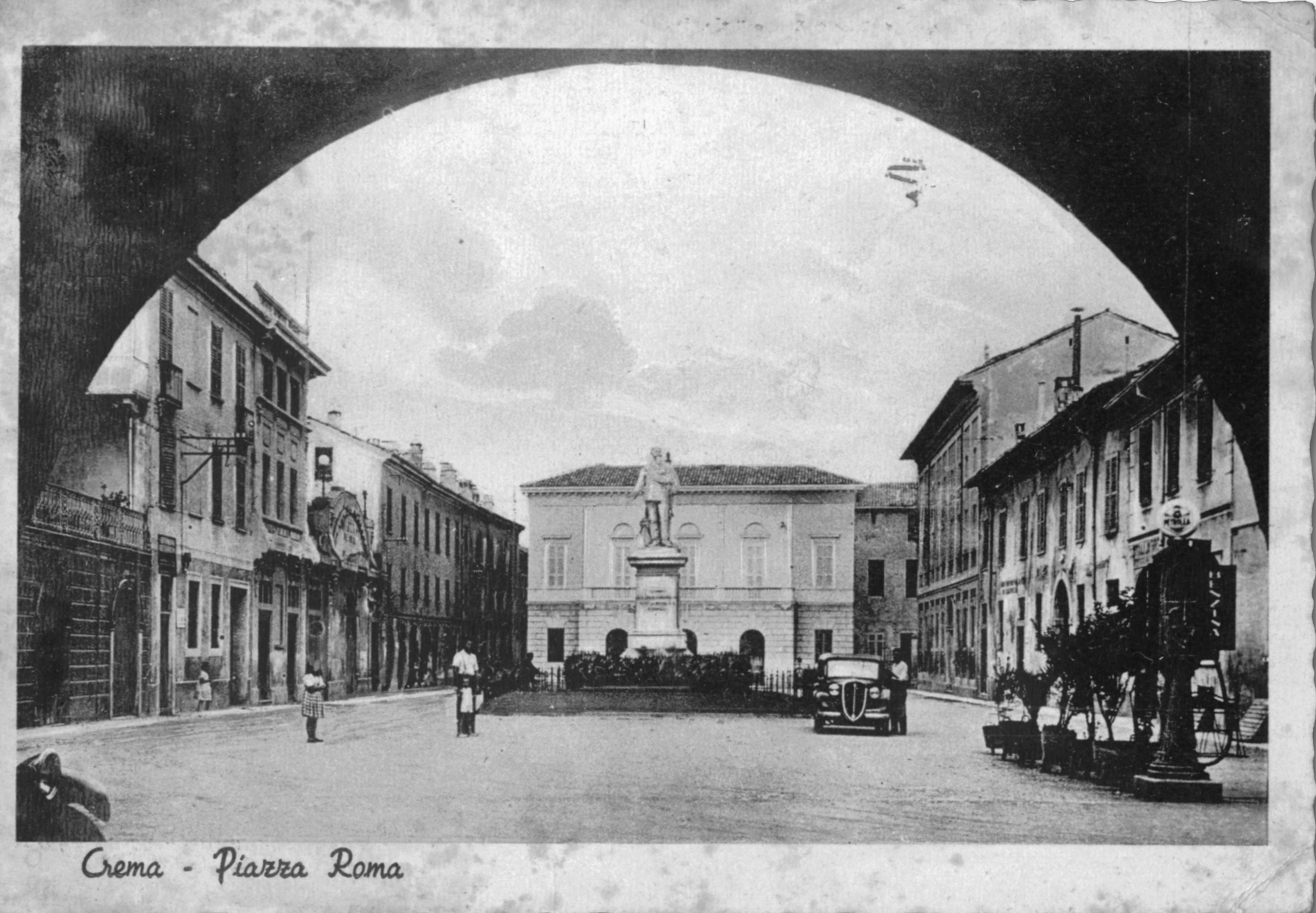
Piazza Roma (oggi Piazza Aldo Moro) negli trenta del XX secolo; sullo sfondo l'edificio dopo l'elevazione della facciata.

All'inizio la scuola non proponeva che pochi corsi: violino e viola, violoncello e contrabbasso, strumenti a fiato e canto corale, ma anche grazie a donazioni dal 1920 poterono essere organizzati corsi di pianoforte e organo. Con il contributo di alcuni mecenati (tra i quali il ragioner Arturo Tesini e il farmacista Paolo Branchi) l'istituto nel 1926 fu dotato di una sala concerti con un organo realizzato dalla ditta Tamburini e inaugurato dal maestro Ulisse Matthey.
Su progetto dell'ingegnere comunale Silvio Mosconi il lato prospiciente su Piazza Roma (l'odierna Piazza Aldo Moro) fu dotato di una nuova facciata: si tratta dell'ala che fino al 1887 confinava con la chiesa di San Marino demolita assieme ad altri fabbricati per ricavarne un nuovo spazio urbano. Mosconi scelse uno stile classico quale tratto d'unione tra l'edificio settecentesco ex scuola dei barnabiti e il politeama Cremonesi in stile liberty (raso al suolo nel 1968).
Ad ogni modo non tutto lo stabile fu occupato in via esclusiva dall'istituto musicale: vi ebbero sede l'Opera nazionale maternità e infanzia (anni venti e trenta), l'ispettorato scolastico del Circolo di Crema e il Commissariato di Pubblica Sicurezza (anni cinquanta). Nel 1939 vi era la sede nominale del Liceo Scientifico "Leonardo Da Vinci" all'epoca di gestione comunale e considerata scuola privata, la quale tuttavia iniziava i corsi nel 1947 all'ultimo piano dell'istituto magistrale.
Negli anni cinquanta il direttore provinciale delle poste e dei telegrafi prospettava di trasferirvi l'ufficio postale centrale incontrando i dinieghi dell'amministrazione comunale.
Il Commissariato venne trasferito nel 1959 in Via Maccallè nell'ex dormitorio femminile delle operaie del linificio e nei locali lasciati liberi successivamente vi trovarono sistemazione nove aule della nuova scuola media statale (oggi scuola secondaria di primo grado) installatasi nei locali dell'ex scuola barbabiti e in breve tempo insufficiente.
A causa delle precarie condizioni del palazzo comunale, alla fine del 1954 una parte degli uffici venne sgomberata e l'ufficio tecnico fu ricollocato nella sala consiliare; per tale motivo fino al 1962 le riunioni del Consiglio si tennero nella sala concerti dell'istituto Folcioni.

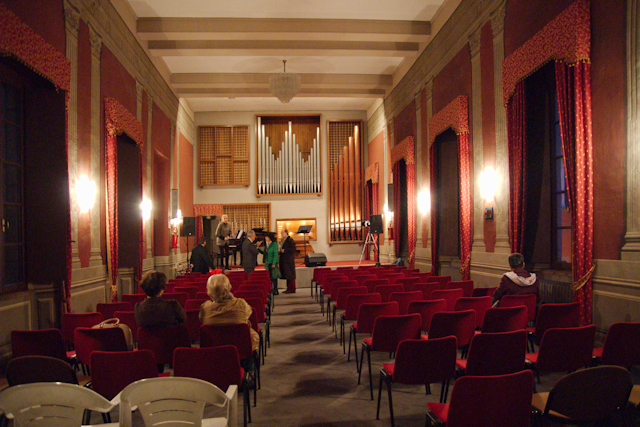
La sala concerti "Giorgio Costi"

Un nuovo organo Tamburini a tre tastiere con trasmissione meccanica fu allestito nel 1970 nella sala concerti, inaugurato con un concerto di Luigi Ferdinando Tagliavini.
Nei primi anni duemila l'istituto musicale venne trasferito nell'ex convento di San Domenico lasciando maggiori spazi alla scuola secondaria di primo grado e ad alcune associazioni; rimane aperta anche per esibizioni pubbliche la sala concerti che dall'anno 2014 è intitolata a Giorgio Costi, storico direttore dell'Istituto Folcioni dal 1948 al 1975 e negli anni 1982-1983.
Nell'anno 2023 sull'edificio sono stati intrapresi importanti lavori conservativi e di adeguamento sismico.